# الکساندرا، بخش لیپسکو
الکساندرا، بخش لیپسکو (به لاتین: Aleksandrów, Lipsko County) یک منطقهٔ مسکونی در لهستان است که در Gmina Sienno واقع شده‌است.